# Gennady Golovkin
Pour les articles homonymes, voir Golovkine et GGG.

Gennadiy Golovkin (en kazakh : Геннадий Геннадьевич Головкин, transcription française : Guennadi Guennadievitch Golovkine), surnommé GGG, est un boxeur kazakhstanais né le 8 avril 1982 à Karaganda, d'un père russe et d'une mère coréenne.
Invaincu pendant presque 15 ans, champion du monde de sa catégorie pendant 8 ans, il perd finalement ses titres le 15 septembre 2018 contre son rival mexicain Saúl « Canelo » Álvarez lors de sa première défaite en carrière, un an après avoir fait match nul contre celui-ci.
Il sera une troisième fois en confrontation avec celui-ci, ce combat se soldera par une deuxième défaite.

## Carrière

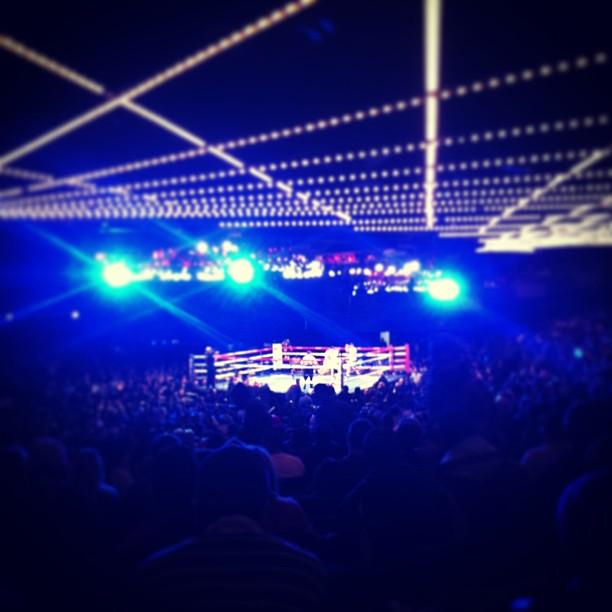
Golovkin contre Rosado le 19 janvier 2013

Sa carrière amateur est ponctuée par un titre de champion du monde junior en 2000, de champion du monde senior en 2003, mais aussi par une médaille d'argent aux jeux olympiques d'Athènes en 2004. 
Il commence sa carrière professionnelle chez les poids moyens en mai 2006. Après 18 victoires dont 15 par KO, il bat le 14 août 2010 par KO au 1er round Milton Nunez, pour le titre de champion du monde WBA par intérim. Le 16 décembre, il bat Nilson Julio Tapia par KO au 3e round pour le titre WBA régulier, titre qu'il conserve le 17 juin 2011 face à Kassim Ouma ; le 9 décembre 2011 face à Lajuan Simon par KO au premier round ; le 12 mai 2012 contre Makoto Fuchigami au 3e round et le 1er septembre 2012 face à Grzegorz Proksa. Golovkin est alors entraîné par le mexicain Abel Sanchez dans ses deux camps d'entraînement situés à Big Bear, en Californie, à plus de 2 400 mètres d'altitude (le dioxygène raréfié par l'altitude développerait à terme l'endurance).
L'Australien Daniel Geale, considéré comme le super champion de la catégorie par cette fédération, est destitué en octobre 2012 pour avoir préféré affronter son compatriote Anthony Mundine (titre IBF en jeu) plutôt que le kazakh qui devient alors le champion à part entière de la WBA. Golovkin consolide ce nouveau statut en stoppant à la 7e reprise Gabriel Rosado le 19 janvier 2013, Nobuhiro Ishida au 3e round le 30 mars suivant, puis Matthew Macklin par KO au 3e round le 29 juin 2013.
Le 2 novembre 2013, Gennady s'impose au 8e round contre Curtis Stevens au Madison Square Garden puis stoppe au 7e round Osumanu Adama à Monaco le 1er février 2014. Il récidive le 26 juillet 2014 cette fois en battant par arrêt de l'arbitre au 3e round l'ancien champion IBF et WBA de la catégorie, l'australien Daniel Geale, puis met KO en deux rounds Marco Antonio Rubio le 18 octobre 2014. 
Le 22 février 2015, il défend sa couronne mondiale WBA ainsi que la ceinture IBO et le titre par intérim WBC face au britannique Martin Murray, à Monaco. Golovkin remporte le combat par arrêt de l'arbitre au 11e round à la suite de deux crochets du droit qui atteignent Murray, déjà tombé trois fois dans les rounds précédents. Il récidive le 16 mai 2015 face à Willie Monroe Jr. qu'il bat au 6e round après deux comptes de l'arbitre au 2e round et un 3e dans la reprise finale.
Le 17 octobre 2015, lors d'un combat d'unification WBA-IBF, il s'empare de la couronne mondiale IBF face au canadien David Lemieux par arrêt de l'arbitre au 8e round au Madison Square Garden de New York puis bat au 2e round Dominic Wade le 23 avril 2016. En mai, Saúl « Canelo » Álvarez laisse son titre WBC vacant, titre qui est attribué par cette fédération à Golovkin puisqu'il s'était précédemment emparé du statut de champion WBC par intérim. Le 10 septembre suivant, il défend victorieusement ses ceintures IBF et WBC face au britannique Kell Brook par jet de l'éponge au 5e round.
Le 18 mars 2017, le champion du monde régulier WBA Daniel Jacobs devient le premier boxeur parvenant à tenir douze reprises contre le Kazakh mais s'incline par décision unanime après avoir été au tapis au 4e round. 
Le 16 septembre 2017, il affronte Canelo Álvarez. Ce n'est pas la première fois que les deux boxeurs se rencontrent puisque 6 ans plus tôt, le jeune Canelo s'entraînait aux côtés de Golovkin dans le même camp d'entraînement ; le mexicain a même été le sparring-partner du champion lors de deux sessions. À l'issue d'un combat d'une qualité technique exceptionnelle, Golovkin conserve ses ceintures avec un match nul controversé (115-113, 114-114, 110-118),,. Alors que la revanche contre Canelo Álvarez devait avoir lieu le 5 mai 2018 à Las Vegas, le mexicain se voit suspendu provisoirement pour avoir été contrôlé positif aux anabolisants (clenbutérol) deux mois avant le match. Le combat et la mise en jeu des titres sont néanmoins maintenus pour Golovkin qui trouve un adversaire de substitution à la dernière minute, l'américain Vanes Martirosyan, qu'il bat par KO au second round. Si dans ce dernier combat il défendait ses titres WBA, WBC et IBO selon les conditions de ces fédérations, le 6 juin 2018 le champion est destitué de son titre IBF qu'il détenait depuis octobre 2015 pour ne pas avoir affronté le challenger ukrainien Sergiy Derevyanchenko, alors que les conditions de la fédération l'imposaient ; le titre passe alors vacant. 
Après une année de provocations à travers des déclarations à la presse ou sur les réseaux sociaux, la rivalité des deux boxeurs est au plus haut. Le 15 septembre 2018 a lieu le combat revanche entre Canelo Álvarez et lui. L'affrontement se solde par une décision majoritaire des juges à la faveur de Canelo Álvarez. Avec cette défaite, Golovkin perd ses ceintures de champion du monde des poids moyens de la WBA, de la WBC et de l'IBO. Il se sépare alors de son entraîneur Abel Sanchez, rompant brutalement un contrat vieux de neuf ans.
Depuis le 4 mai 2019, il est entraîné par Jonathon Banks. Le 8 juin 2019, il goûte de nouveau à la victoire face au canadien Steve Rolls en l'envoyant au tapis à la quatrième reprise. Bien que son adversaire ne soit pas renommé, Golovkin voit cette victoire comme une nouveau départ. Le 5 octobre suivant, il redevient champion IBF des poids moyens en battant aux points l'ukrainien Sergiy Derevyanchenko, titre qu'il conserve le 18 décembre 2020 aux dépens de Kamil Szeremeta par abandon au 7e round et le 9 avril 2022 face à  Ryota Murata. Il remporte également à cette occasion le titre WBA de la catégorie.
Gennady Golovkin laisse ses titres WBA et IBF des poids moyens vacants en 2023.